# 城子崖遺跡

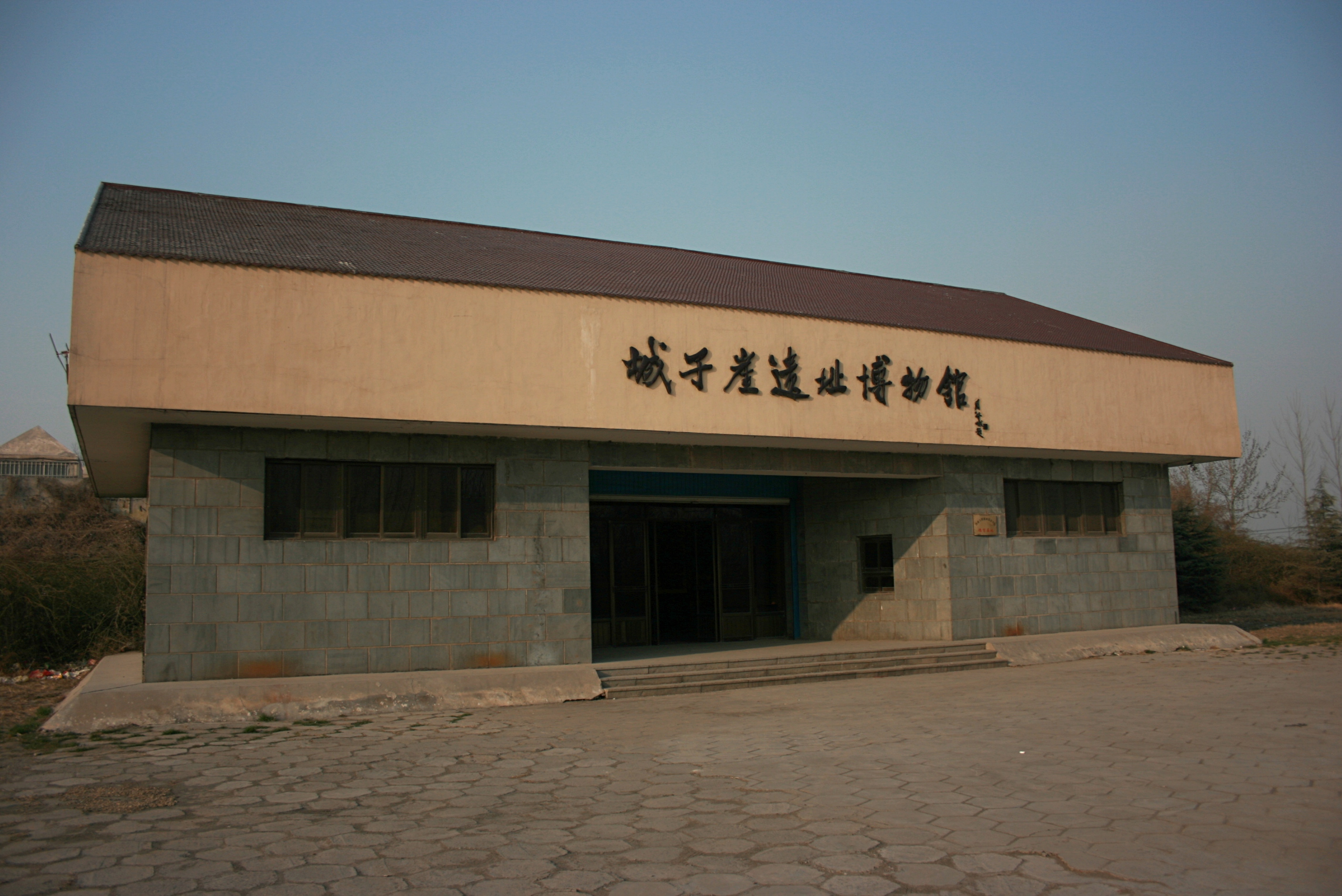
城子崖遺址博物館

城子崖遺跡（じょうしがいいせき）は、中国の新石器時代の龍山文化の代表的な遺跡。
山東省済南市章丘区龍山街道の武原河畔の「城子崖」と呼ばれる長方形の高地上に位置する。
1928年、考古学者の呉金鼎が城子崖で新石器時代後期の遺跡を発見した。1930年から1931年にかけて1度目の発掘をおこない、その地の名称から龍山文化と命名された。
1961年、遺跡は中国国務院により第1回全国重点文物保護単位に指定された。1990年、山東省文物考古研究所が2度目の発掘をおこない、遺跡に3期に分けられる文化層のあることが発見された。
座標: 北緯36度44分09秒 東経117度21分15秒 / 北緯36.7358度 東経117.3542度